# ミラージュ (フリートウッド・マックのアルバム)
『ミラージュ』 (Mirage) は、1982年に発表されたフリートウッド・マックのアルバム。
バンドはワールドワイド・タスクツアーが終了してから、1年以上に渡って活動を中断していた。それからバンドはフランスに再び集結した。アルバムの録音をするためである。その時点でニックスとバッキンガムはソロとして成功を収めていた。『ミラージュ』は「ホールド・ミー」（アメリカ・ビルボードで4位、ロックチャートで3位を達成）、「愛のジプシー」（ポップ12位、ロック4位）、「ラヴ・イン・ストアー」（ポップ22位）、「オー・ダイアン」（イギリス9位）といったヒットシングルを生み出した。
アルバムはアメリカで5週間にわたって1位を獲得した。イギリスでは5位、オーストラリアでは2位を獲得した。

## 曲目
Side 1
1. ラヴ・イン・ストアー - Love In Store (Christine McVie, Jim Recor) - 3:14
2. キャント・ゴー・バック - Can't Go Back (Lindsey Buckingham) - 2:42
3. ザッツ・オール・ライト - That's Alright (Stevie Nicks) - 3:09
4. ブック・オブ・ラヴ - Book of Love (Buckingham, Richard Dashut) - 3:21
5. 愛のジプシー - Gypsy (Nicks) - 4:24
6. オンリー・オーヴァー・ユー - Only Over You (C. McVie) - 4:08

Side 2
1. エムパイア・ステート - Empire State (Buckingham, R. Dashut) - 2:51
2. ストレート・バック - Straight Back (Nicks) - 4:17
3. ホールド・ミー - Hold Me (C. McVie, Robbie Patton) - 3:44
4. オー・ダイアン - Oh Diane (Buckingham, Dashut) - 2:33
5. アイズ・オブ・ザ・ワールド - Eyes of the World (Buckingham) - 3:44
6. 面影を抱きしめて - Wish You Were Here (C. McVie, Colin Allen) - 4:45

## ビデオクリップ
「ホールド・ミー」では、画家のマグリットをほうふつさせるシュールな映像となっている。「愛のジプシー」はラッセル・マルケイが監督した。

## クレジット
フリートウッド・マック
- リンジー・バッキンガム - ギター、ボーカル、キーボード
- スティーヴィー・ニックス – ボーカル
- クリスティン・マクヴィー - キーボード、ボーカル
- ジョン・マクヴィー - ベース
- ミック・フリートウッド - ドラム、パーカッション

外部ミュージシャン
- レイ・リンジー - ギター（ストレート・バック）

## チャート
アルバム
| 年   | チャート       | 順位 |
| 1982 | アメリカ       | 1    |
| 1982 | イギリス       | 5    |
| 1982 | オーストラリア | 2    |

シングル
| 年   | シングル             | チャート           | 順位 |
| 1982 | 愛のジプシー         | Adult Contemporary | 9    |
| 1982 | 愛のジプシー         | Mainstream Rock    | 4    |
| 1982 | 愛のジプシー         | Pop Singles        | 12   |
| 1982 | ホールド・ミー       | Adult Contemporary | 7    |
| 1982 | ホールド・ミー       | Mainstream Rock    | 3    |
| 1982 | ホールド・ミー       | Pop Singles        | 4    |
| 1982 | ストレート・バック   | Mainstream Rock    | 36   |
| 1983 | ラヴ・イン・ストアー | Adult Contemporary | 11   |
| 1983 | ラヴ・イン・ストアー | Pop Singles        | 22   |
| 1983 | オー・ダイアン       | Adult Contemporary | 35   |
| 1983 | 愛のジプシー         | イギリス           | 46   |
| 1983 | オー・ダイアン       | イギリス           | 9    |

| 先代 ポール・マッカートニー『タッグ・オブ・ウォー』 | Billboard 200 ナンバーワンアルバム 1982年8月7日 - 9月10日 | 次代 ジョン・クーガー『アメリカン・フール』 |